# 大ケ塚寺内町
大ケ塚寺内町（だいがつか じないまち）は、大阪府南河内郡河南町大ケ塚にある寺内町。

## 歴史
- 石川支流の梅川が東側を北方に流れる高台に位置し、水運により大坂に通じていた。南北朝時代には、楠木氏一族により城が築かれたという。
- 地名は、室町時代後期に根来寺の僧兵の勢力が入り、この地に葬られた大河将監の墓にちなみ、天文年間に芝地を開発した際に、村名を大河塚（だいがつか）と呼んだことに由来する。
- 寺内町の形成は、永禄11年（1568年）に織田信長が河内に入り、根来衆が敗退した後、村人が自衛のために久宝寺顕証寺に依頼し、根来衆の大ケ塚道場善念寺を顕証寺の通寺としたことにはじまる。その後、大念寺、善正寺が建立されるとともに、周辺や地方から人々が集まり、発展していった。
- 江戸時代に入り、当初は幕府領だったが、1656年に京都所司代牧野親成領、1668年に幕府領、1669年に山城淀藩領、1723年に下総佐倉藩領、1745年に上知、1777年に常陸笠間藩領、1790年に幕府領と変遷し、幕末を迎えた。
- 江戸時代には、水運により大坂と結ばれていたことから、河内木綿・米・菜種などの集散地として栄えるとともに、酒造業も盛んであった。1689年に儒学者の貝原益軒が立ち寄り、「民家五百廿（520）軒あり」と書き記している（南遊紀行）。また、商取引は、北国や長崎にまで及び、各地の藩札・手形も流通したという。文化面では、歌舞伎・相撲・人形浄瑠璃などの興行も盛んだったという。
- 明治時代に入り、1898年に河陽鉄道の柏原－富田林が開通し、水運から鉄道輸送に切り替わると、交易の中心は大ケ塚から富田林に移っていった。
- 現在も、数こそ多くはないものの、町家や白壁の土蔵などが残っている。

## 名所・旧跡・施設
- 顕証寺 － 寺内町の中心。元亀3年（1573年）に顕如上人の開基。寛政6年（1795年）建築の大屋根の本堂がある。八朔市（毎年9月1日～3日）でにぎわう。
- 大念寺 － 融通念仏宗の中本山。元亨3年（1323年）法明上人の開基で、正保3年（1646年）宗慶上人の再興。木造十一面観音立像は、国指定の重要文化財。

## 位置・アクセス
位置
北緯34度30分19秒 東経135度37分34秒 / 北緯34.50528度 東経135.62611度
アクセス
- 近鉄長野線 富田林駅から金剛バス石川線「府立近つ飛鳥博物館前行き」または「東山行き」に乗車し、「大ケ塚」バス停下車。
- 大阪府道27号柏原駒ヶ谷千早赤阪線 または 大阪府道33号富田林太子線 大ケ塚交差点東の一方通行の坂を上がる。

## 参考資料
- 「大阪府の地名Ⅱ 日本歴史地名体系28」（1986年、平凡社）
- 「陸奥のみち 肥薩のみち ほか（街道をゆく3）」（司馬遼太郎著、1978年、朝日新聞社）